# Wojciech Drabik
Wojciech Drabik (ur. 28 marca 1973) – polski kolarz szosowy, medalista mistrzostw Polski.

## Kariera sportowa
Był kolarzem Legii Warszawa. W jej barwach zdobył brązowe medale mistrzostw Polski w indywidualnym wyścigu szosowym ze startu wspólnego (1994) i szosowym wyścigu drużynowym na 100 km (1995).